# غونزالو سوروندو
غونزالو سوروندو (مواليد 9 أكتوبر 1979) هو لاعب كرة قدم. يلعب مع منتخب الأوروغواي لكرة القدم. سبق له أن لعب في كأس العالم لكرة القدم مع منتخب بلاده.

## روابط خارجية
- غونزالو سوروندو على موقع الاتحاد الدولي (مؤرشف)  (الإنجليزية)
- غونزالو سوروندو على موقع قاعدة بيانات كرة القدم.إي يو (الإنجليزية)
- غونزالو سوروندو على موقع ليكيب (الفرنسية)
- غونزالو سوروندو على موقع ناشيونال فوتبول تيمز (الإنجليزية)
- غونزالو سوروندو على موقع Soccerbase.com (لاعب) (الإنجليزية)
- غونزالو سوروندو على موقع Soccerway.com (الإنجليزية)
- غونزالو سوروندو على موقع عالم كرة القدم.نت (الإنجليزية)
- غونزالو سوروندو على موقع كووورة